# Бартелемі Фожа де Сен-Фон
Бартелемі Фожа де Сен-Фон (фр. Barthélemy Faujas de Saint-Fond; 17 травня 1741, Монтелімар — † 18 липня 1819) — французький геолог і вулканолог. Фожа де Сен-Фон разом із Деодатом Грате де Долом’є (1750–1801) був одним із перших у Франції, хто опублікував нові дослідження про вулкани та вулканіт. На його честь названо мінерал фожазит.